# Orphnaeus polypodus
Orphnaeus polypodus är en mångfotingart som beskrevs av Filippo Silvestri 1895. Orphnaeus polypodus ingår i släktet Orphnaeus och familjen kamjordkrypare.
Artens utbredningsområde är Paraguay. Inga underarter finns listade i Catalogue of Life.